# Kunan Kiribati
Teirake kaini Kiribati (hr.: „Ustani, Kiribati“)  je državna himna Kiribatija. Tekst i glazbu potpisuje Ioteba Tamuera Uriam (1910.—1988.), koji je skladao himnu 1979. u čast neovisnosti Kiribatija.

## Tekst
Kunan Kiribati
Teirake kaini Kiribati, Anene ma te kakatonga,
 
Tauraoi nakon te nwioko, Ma ni buokia aomata. 

Tauaninne n te raoiroi, Tangiria aoma ta nako. 

Tauaninne n te raoiroi, Tangiria aomata.

Reken te kabaia ma te rau Ibuakoia kaain abara Bon reken abara Bon reken te nano ae banin Ma te i-tangitangiri naba. 

Ma ni wakina te kab'aia, Ma n neboa abara.
 
Ma ni wakina te kab'aia, Ma n neboa abara.

Ti butiko ngkoe Atuara Kawakinira ao kairika Nakon taai aika i maira.
 
Buokira ni baim ae akoi. 

Kakabaia ara Tautaeka Ma ake a makuri iai.
 
Kakabaia ara Tautaeka Ma aomata ni bane.

## Vanjske poveznice
- Tekst himne na gilbertskom, engleskom i njemačkom  Arhivirana inačica izvorne stranice od 6. ožujka 2016. (Wayback Machine)
- Audio himne Teirake Kaini Kiribati